# Árnyékbokszolás
Árnyékbokszolás, más néven a „torzított álláspont védelme” a racionális vita szabályai szerint egy érvelési hiba. A közbeszédben a kilátástalan küzdelemre használják a kifejezést.
A vitában az érvelőt az ellenfele arra kényszeríti, hogy megvédelmezze azt az álláspontot, amit az ellenfél támad, akkor is, ha az érvelő álláspontja eredetileg nem is az volt. A vitapartner tulajdonképpen "beletolja" a másikat az általa eredetileg nem képviselt álláspontba, aki ezután már azt védelmezi, vagyis a valódi álláspont helyett a felek egy „árnyékra vetődnek". Ehhez némileg hasonló a szalmabábérvelés, ott azonban az ellenfél az érvelő eltorzított (pl. eltúlzott) véleményét támadja, vagyis a vitapartner torzított álláspontja miatt az eredeti erős érv gyengül, amit egy védtelen figurával, egy szalmabábbal lehet ábrázolni, a kifejezés ott mint metafora jelenik meg. Amennyiben ezt a torzított álláspontot az érvelő elkezdi védelmezni, az már árnyékbokszolás. Akkor is árnyékbokszolásról van szó, ha a ki nem mondott, rejtett (implicit) premisszák tagadására, visszautasítására kényszerül az érvelő, amit az ellenfél akár annak kimondásával, vagy az implicit premisszák meghamisításával érhet el a vitapartnerével szemben. 
Az árnyékbokszolás a racionális vitára nézve súlyos veszélyt jelent, logikailag pedig egy irreleváns megnyilatkozás. Az árnyékbokszolás során elért eredmény az eredeti állásponthoz képest irreleváns. Az ellenfél nem az eredeti álláspontot támadja és az érvelő is „tárgy irrelevanciát” követ el, hiszen eredeti álláspontja (a vita tárgya) helyett elkezdi védelmezni a szájába adott, torzított, új álláspontot. Az érvelő azért kezdheti el védelmezni a újat, mert az eredetihez az nagyon hasonlít, azonban az logikailag sokkal gyengébb és így nehezebben is védhető. Ha a védekezés sikertelen a részéről, akkor azt a látszatot erősíti, hogy az eredeti álláspontja volt hibás. Az árnyékbokszolással szemben az érvelőt az segíti, ha a saját álláspontjával pontosan tisztában van (az implicit premisszákkal is), tehát jól tudja, hogy mi mellett érvel. Ehhez szükséges a világos megfogalmazás, koncentráció a vita során, valamint odafigyelés az ellenérvekre, hogy azok tényleg az eredeti álláspontra vonatkoznak-e.
Az árnyékbokszolás használható a vitapartner legyőzésére, vagy a hallgatóság meggyőzésére, de logikailag hibás eredmény, mert nem a másik fél valódi érveit cáfolja meg. 
Árnyékbokszolás tehát akkor jön létre, ha az álláspontok torzulnak a vita bármely szakaszában, érvelések már nem az eredeti álláspontra vonatkoznak. 

## Használata
Az árnyékbokszolás úgy alakul ki, hogy az érvelő kezdetben előáll egy
P1 P2 … tehát K
alakú érveléssel. Erre ellenfele színlelt támadást intéz. E támadás azért színlelt, mert nem az eredeti K konklúziót támadjuk, hanem egy attól eltérőt, de hozzá mégis hasonlót, például K1-t. Az ellenfél tehát egy olyan érveléssel áll elő válaszul, melynek konklúziója: nem igaz, hogy K1. Vagyis:
P1 P2 … tehát nem K1
Ha az érvelő nem figyel kellőképpen és a csel áldozatául esik, azon kaphatja magát, hogy érveket keres K1 megvédéséhez, vagyis megpróbál előállítani egy 
P1 P2 … tehát K1
érvelést. Erre a változatra azonban valószínűleg kevésbé van felkészülve, mint eredeti álláspontjának (K) megvédésére, így könnyebben vesztheti el a vitát.
Az árnyékbokszolás hibát az az érvelő követi el, aki eltorzítja a partnere álláspontját, és e torzított álláspont ellen érvel. A torzított álláspont rendszerint megtévesztésig hasonlít az eredetire, ám logikailag sokkal gyengébb, sokkal nehezebben védhető. Majd erről a torzított, gyenge álláspontról kimutatja az érvelő, hogy tarthatatlan, és ezzel azt a látszatot kelti, hogy megcáfolta partnere álláspontját.